# Miły Pan
MiłyPan, właśc. Piotr Kołaczyński (ur. 31 maja 1996 w Warszawie) – polski wokalista wykonujący muzykę z pogranicza gatunków muzycznych disco polo i dance.

## Życiorys

### Kariera muzyczna
Karierę muzyczną zaczynał, próbując swoich sił w programie Disco Star. Wystąpił tam, wykonując autorską piosenkę „Królowa”. Występ nie zdobył uznania jury programu, jednak po kilku miesiącach utwór „Królowa” pojawił się w serwisie YouTube, gdzie zyskał dużą popularność.

## Dyskografia
Albumy studyjne
| Rok  | Album                                                                                         | Pozycja na liście | Sprzedaż        | Certyfikat                 |
| Rok  | Album                                                                                         | POL               | Sprzedaż        | Certyfikat                 |
| ---- | --------------------------------------------------------------------------------------------- | ----------------- | --------------- | -------------------------- |
| 2021 | Discopolot - Data: 30 kwietnia 2021 - Wytwórnia: Magic Records - Format: CD, digital download | 11                | - POL: 120 000+ | - ZPAV: 4× platynowa płyta |

Certyfikowane utwory
| Rok  | Tytuł                                        | Certyfikat                 | Album      |
| ---- | -------------------------------------------- | -------------------------- | ---------- |
| 2018 | „Królowa”                                    | - ZPAV: diamentowa płyta   | Discopolot |
| 2018 | „Małolatki”                                  | - ZPAV: diamentowa płyta   | Discopolot |
| 2019 | „Lovesong”                                   | - ZPAV: platynowa płyta    | Discopolot |
| 2019 | „Melanż”                                     | - ZPAV: 2× platynowa płyta | Discopolot |
| 2019 | „Przyjaciele”                                | - ZPAV: złota płyta        | Discopolot |
| 2020 | „Pod ścianą”                                 | - ZPAV: złota płyta        | Discopolot |
| 2020 | „Hop Hop (Maniury)”                          | - ZPAV: platynowa płyta    | Discopolot |
| 2020 | „Musisz się starać” (oraz Defis)             | - ZPAV: diamentowa płyta   |            |
| 2021 | „Ideały” (oraz Playboys)                     | - ZPAV: platynowa płyta    |            |
| 2021 | „Jeszcze raz” (oraz Defis, Bogdan Borowski)  | - ZPAV: diamentowa płyta   |            |
| 2022 | „Jeden taniec jedna noc” (oraz Defis, Topky) | - ZPAV: diamentowa płyta   |            |

## Walki freak show fight
15 sierpnia 2021 roku podczas pierwszej konferencji przed galą Fame 11, został ogłoszony jego występ w walce na zasadach MMA dla Fame MMA (federacji typu freak show fight) oraz poinformowano, że rękawice na gali w Gliwicach skrzyżuje z raperem Norbertem „Smolastym" Smolińskim. 2 października wygrał pojedynek w pierwszej rundzie, poprzez poddanie werbalne rywala.